# Rilmazafona
La Rilmazafona es un profármaco de tipo benzodiazepínico. Su actividad se debe a un metabolito activo que es una benzodiazepina con propiedades sedativas, hipnóticas y ansiolíticas. Es un compuesto de acción prolongada utilizado en el tratamiento a corto plazo del insomnio. Como la mayoría de los compuestos similares, su uso está sujeto a tolerancia, abuso, dependencia y abstinencia. Es usado como premedicación.
La rilmazafona no tiene efectos sobre los receptores benzodiazepínicos por sí misma, pero una vez dentro el cuerpo se metaboliza mediante enzimas aminopeptidasas en el intestino delgado para formar el metabolito activo benzodiazepina 8-cloro-6-(2-clorofenil)-N,N-dimetil-4H-1, 2,4-triazolo [1,5-a] [1,4] benzodiazepina-2-carboxamida.
En un estudio comparativo con placebo, la rilmazafona tuvo buenos resultados en la prueba funcional de alcance. Aunque las evaluaciones subjetivas por parte de pacientes de la tercera edad tendieron a ser deficientes a primera hora de la mañana, la rilmazafona mejoró significativamente la prueba de balanceo del cuerpo. Los efectos residuales parecían estar relacionados con la vida media del compuesto y la dosis utilizada. La rilmazafona mostró estabilidad en el equilibrio estático y dinámico y pareció ser más favorable para los ancianos con el despertar temprano por la mañana.

## Uso en embarazo y lactancia
Embarazo
En mujeres embarazadas (a menos de 3 meses), o en mujeres que se sospeche puedan estar embarazadas, puede emplearse la rilmazafona únicamente cuando el beneficio terapéutico sea mayor que los riesgos. Para mujeres en el segundo trimestre del embarazo, debe administrarse solo cuando el médico considere que el beneficio terapéutico excede el riesgo potencial.
Lactancia
Al igual que con otras benzodiazepinas, la rilmazafona pasa a la leche materna humana y puede causar letargo en los recién nacidos; de igual forma puede causar pérdida de peso y también es probable que se desarrolle ictericia en el lactante. Es deseable evitar la administración del fármaco a una hembra humana lactante, pero si es necesario el fármaco, entonces debe emplearse un método alterno de alimentación para el bebé.

## Dopaje
Es una substancia prohibida en deportistas de alto rendimiento.